# فرناندو غايبور
فرناندو غايبور (Fernando Gaibor) (8 أكتوبر 1991 في مقاطعة لوس ريوس في الإكوادور – )؛ هو لاعب كرة قدم كان يلعب كلاعب وسط. لعب سابقاً مع نادي الوصل وإنديبندينتي ومنتخب الإكوادور لكرة القدم منذ عام 2013.

## وصلات خارجية
- فرناندو غايبور على موقع الاتحاد الدولي (مؤرشف)  (الإنجليزية)
- فرناندو غايبور على موقع قاعدة بيانات كرة القدم.إي يو (الإنجليزية)
- فرناندو غايبور على موقع ناشيونال فوتبول تيمز (الإنجليزية)
- فرناندو غايبور على موقع Soccerbase.com (لاعب) (الإنجليزية)
- فرناندو غايبور على موقع Soccerway.com (الإنجليزية)
- فرناندو غايبور على موقع عالم كرة القدم.نت (الإنجليزية)
- فرناندو غايبور على موقع AS.com (الإسبانية)